# Херинген
Херинген (Хелме) (на немски: Heringen/Helme) е град в окръг Нордхаузен в Тюрингия, Германия, с 4869 жители (2015).
На ок. 15 км северозападно се намира окръжният град Нордхаузен. През града тече река Хелме. Североизточно от Херинген река Зорге се влива в Хелме.
Херинген е споменат за пръв път в документи на манастир Фулда през 1155 г. и от 1327 г. има права на град.
- Кметството на град Херинген/Хелме